# Бучин
Бу́чин — село в Україні, у Любешівській селищній громаді Камінь-Каширського району Волинської області. Населення становить близько 100 осіб.

## Походження назви
Імовірно що назва села походить від назви рибальських плетених кошів «Бучи», тому що рибальство було і є до сьогодні основним заняттям жителів села Бучин. На думку відомого історика-архівіста Володимира Рожка слово бучи походить від готського слова «буши» (кучі), видозміненого в часі на «бучи».

## Історія
Перша письмова згадка про Бучин датована 1555 роком в «Писцовой книге Пинскаго и Клецкого княжеств, составленной Пинским старостою Станиславом Хвальчевским в 1552—1555 г.»
На той час в селі мешкали три великі родини («дворища»):
1. Микита Мелехович із синами Сидором, Пилипом та Парфеном;
2. Іван Соболевич із синами Григорієм, Іваном, Василем та Лазарем;
3. Родина Долбницьких.
До 10 серпня 2017 року село підпорядковувалось Зарудчівській сільській раді Любешівського району Волинської області.

## Населення
Згідно з переписом УРСР 1989 року чисельність наявного населення села становила 272 особи, з яких 138 чоловіків та 134 жінки.
За переписом населення України 2001 року в селі мешкало 219 осіб.

### Мова
Розподіл населення за рідною мовою за даними перепису 2001 року:
| Мова       | Відсоток |
| ---------- | -------- |
| українська | 99,54 %  |
| російська  | 0,46 %   |

## Культові споруди
У місцевому Свято-Миколаївському Храмі зберігається Бучинська ікона Божої Матері, особливо шанована православними християнами Волинського, Рівненського та Пінського (тепер Білорусь) Полісся. Щороку 22 травня відбувається 15-кілометровий (з початком в селі Зарудче Любешівського району) Хресний Хід до Бучинської ікони Божої Матері.

## Відомі люди
В Бучині народився, виріс і закінчив восьмирічну школу письменник, журналіст, автор книг «Заповідаю довго жити» та «По кому росте трава» (видані посмертно) Григорій Мацерук (1954—1981).
Волинською обласною журналістською організацією встановлена іменна премія імені Г.Мацерука, якою нагороджуються журналісти в номінації «Найкращий молодий журналіст».